# 14872 Хоєр Ліст
14872 Хоєр Ліст (14872 Hoher List) — астероїд головного поясу, відкритий 23 жовтня 1990 року.
Тіссеранів параметр щодо Юпітера — 3,482.